# La chiusa n. 1
La chiusa n. 1 (titolo originale francese L'Écluse numéro 1), pubblicato in traduzione italiana anche col titolo Maigret e la chiusa n° 1, è un romanzo poliziesco di Georges Simenon con protagonista il Commissario Maigret, il diciottesimo della serie dedicata al personaggio del celebre investigatore. Scritto nell'aprile 1933 nella tenuta La Richardière a Marsilly, nella Charente-Maritime, fu pubblicato dapprima come feuilleton in 25 puntate sul quotidiano Paris-Soir (numeri 3517-3541), dal 23 maggio al 16 giugno 1933, e poi uscì subito in volume nel giugno 1933 per Fayard, con una copertina disegnata da Bernard Bécan. La storia è ambientata tra Parigi e Samois-sur-Seine, e la narrazione si snoda tra le vite dei battellieri, intorno ai canali navigabili della regione.
Quattro mesi dopo l'uscita in Francia de La chiusa n. 1, Simenon firmerà un contratto che lo vincolerà fino al 1945 con l'editore Gallimard, che all'epoca pubblicava Marcel Proust o André Gide. L'intenzione dell'autore era quella di abbandonare il personaggio di Maigret per dedicarsi definitivamente ai "roman roman", i romanzi seri. Simenon scriverà in seguito quella che crede essere l'ultima indagine del commissario Maigret: un romanzo chiamato simbolicamente solo Maigret, pubblicato da Fayard nel marzo 1934.
Nella prima edizione del romanzo, a pagina 78 viene citato l'indirizzo dei coniugi Maigret: è boulevard Edgar-Quinet. Si tratta probabilmente di un errore di trascrizione, perché nelle successive edizioni, anche tradotte, l'indirizzo dei Maigret risulterà il ben più familiare boulevard Richard-Lenoir.

## Trama
Il vecchio battelliere Gassin esce ubriaco da un bistrot e si avvia verso la sua chiatta ormeggiata nelle vicinanze di una chiusa. Mentre sale sulla barca cade in acqua. Mettendosi ad urlare richiama gente e viene portato in salvo, ma nel frattempo i soccorritori si accorgono che un'altra persona galleggia nel fiume e recuperano anche questa. Si tratta di Emile Ducrau, il padrone di quella e di altre chiatte e di molte attività della zona collegate ai trasporti fluviali. Portandolo in salvo ci si accorge che è stato pugnalato alla schiena. Viene chiamata la polizia e un paio di giorni dopo compare sulla scena anche Maigret.
In un'atmosfera di silenzi e riluttanze, spicca il carattere di Ducrau, fatto di ordini, di vanterie, dissolutezza e tensione. Egli descrive la moglie come una serva, il figlio Jean come un buono a nulla e la figlia, sposata a un militare di carriera, come una che mira solo ai soldi del padre. Anche i suoi dipendenti sono atterriti da quest'uomo, che pare controllare ogni cosa. Tra gli altri Maigret nota una giovane donna, Aline, strana, mentalmente disturbata e, si scoprirà nel seguito, probabile figlia segreta di Ducrau (la madre, amante di Ducrau e moglie di Gassin non era in grado di sapere chi fosse realmente il padre biologico). Aline è anche la madre di un bimbo che tutti pensano sia nato da una relazione incestuosa con il padre anagrafico, Gassin. Pochi giorni dopo Jean si suicida autoaccusandosi di aver tentato di uccidere suo padre e poco tempo dopo è Bébert, l'aiuto-guardiano della chiusa, a esser trovato impiccato. Nel mentre Gassin non fa mistero di volersi vendicare contro Ducrau, per un torto subito.
Ducrau invita Maigret nella sua casa di campagna di Samois e nel corso di una animata cena confessa di essersi battuto con Bèbert dopo aver scoperto che era lui il padre del bambino di Aline (e dunque era lui l'abusatore), ma di aver avuto la peggio; alcuni giorni dopo però era riuscito ad ucciderlo. Jean, credendo che il padre del bambino fosse il suo stesso genitore, si era tolto la vita per proteggere Aline, perché pensava che fosse stata Aline a tentare di uccidere Ducrau per vendicarsi dell'abuso subito.
Nei dintorni della casa compare anche Gassin e Ducrau lo fa entrare per cercare una riconciliazione. Ma Gassin, che aveva con se una carica di dinamite, tenta comunque di ucciderlo, senza però riuscirci. Alla fine i due sembrano rappacificarsi e tutti gli ospiti della villa (compreso il neo-invitato Gassin) a quel punto si ritirano nelle proprie camere per dormire. L'indomani Maigret farà arrestare Ducrau, mentre in una delle stanze verrà rinvenuto il corpo senza vita di Gassin, stroncato da un attacco di cuore dovuto alle eccessive emozioni.

## Adattamenti

### Televisione
- Episodio dal titolo The Golden Fleece, facente parte della serie televisiva Maigret per la regia di Rudolph Cartier, trasmesso per la prima volta sulla BBC il 4 dicembre 1961, con Rupert Davies nel ruolo del commissario Maigret.
- Episodio dal titolo La chiusa, facente parte della serie televisiva Le inchieste del commissario Maigret, diretto da Mario Landi e trasmesso, durante la terza stagione della serie, in tre puntate per la prima volta sulla RAI nel luglio 1968, con Gino Cervi nel ruolo del commissario Maigret e la partecipazione di Arnoldo Foà nel ruolo di Ducrau.
- Maigret en de drie gehangenen, telefilm neerlandese con Jan Teulings, in onda nel 1968.
- Episodio dal titolo L'Écluse n° 1, facente parte della serie televisiva francese Les enquêtes du commissaire Maigret per la regia di Claude Barma, trasmesso per la prima volta su Antenne 2 il 21 febbraio 1970, con Jean Richard nel ruolo del commissario Maigret.
- Episodio dal titolo Maigret et l'Écluse n° 1, facente parte della serie televisiva franco-belga Il commissario Maigret per la regia di Oliver Schatzky, trasmesso per la prima volta il 21 ottobre 1994, con Bruno Cremer nel ruolo del commissario Maigret. In Italia l'episodio è stato trasmesso col titolo Maigret e la chiusa n° 1.

## Edizioni italiane
- La chiusa n. 1, traduzione di Guido Cantini, Collana I Gialli Economici n° 17, Milano, Mondadori, 1934.[3]
- Maigret e la chiusa n. 1, traduzione di Elena Cantini, Collana Le inchieste del commissario Maigret n.62, Milano, Mondadori, 1968,  p. 180. - Collana Oscar n.581, Mondadori, 1974.
- Maigret e la chiusa n. 1, traduzione di Rosalba Buccianti, Collana Oscar Gialli n.203, Milano, Mondadori, 1989.[4]
- La chiusa n. 1, traduzione di Germana Cantoni De Rossi, Collana gli Adelphi. Le inchieste di Maigret n° 127, Milano, Adelphi, 1998,  p. 140, ISBN 978-88-459-1364-8.
- in  I Maigret 4, Collana I Maigret, Milano, Adelphi, 2014, ISBN 978-88-459-2904-5. - nuova ed., Adelphi, 2019, ISBN 978-88-459-3376-9.